# St. Martin (Dunsdorf)

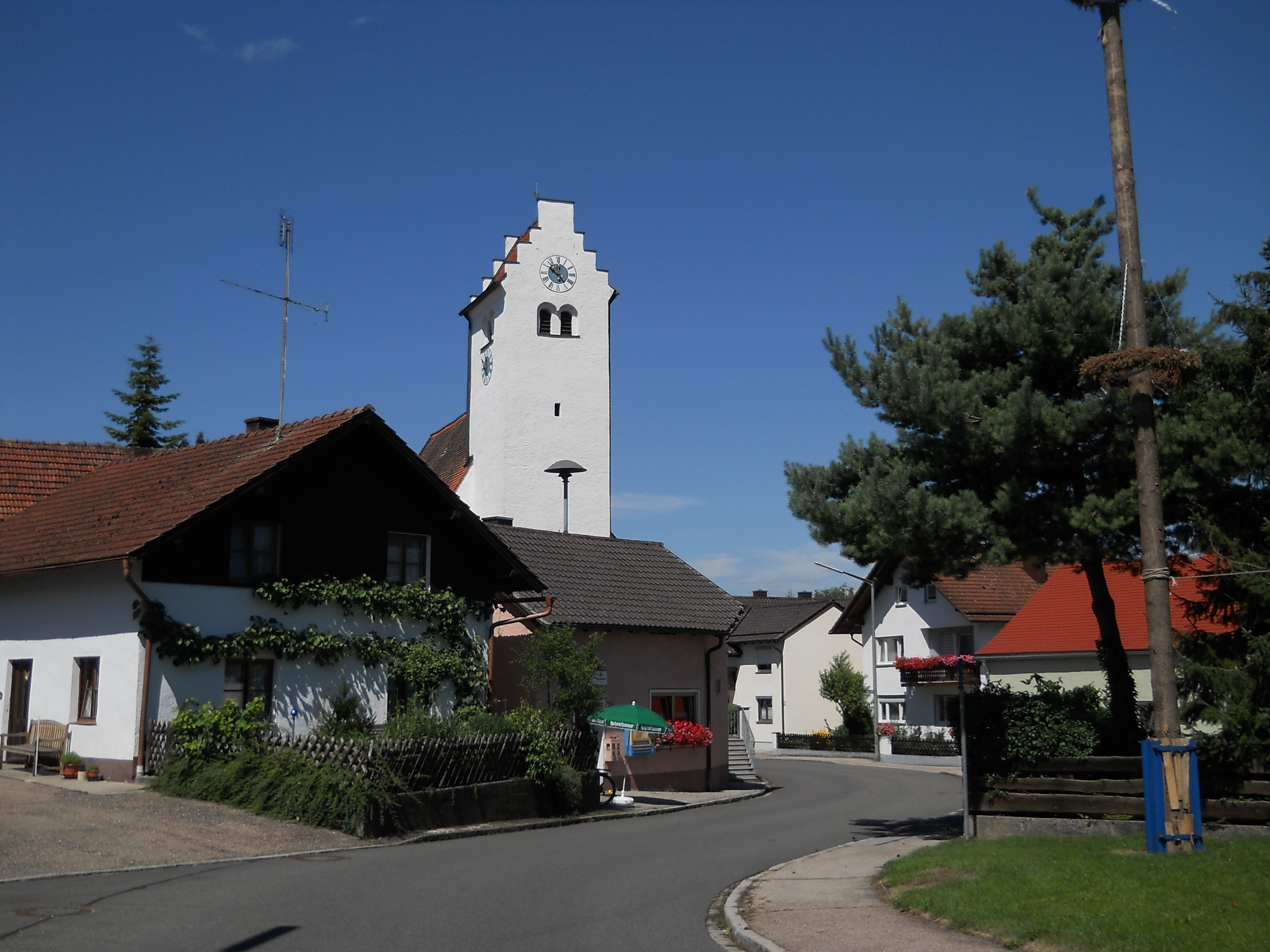
Dundsdorf, Kirche und davor das Dorfgemeinschaftshaus

Die Filialkirche St. Martin ist die katholische Dorfkirche von Dunsdorf (Oberbayern).

## Geschichte
Die Kirche wurde 1551 erbaut, 1725 und 1908 renoviert. Ab 1541 gehörte der Ort zur Pfarrei Kipfenberg, seit 1930 ist sie Filialkirche von Schelldorf.

## Beschreibung
Es handelt sich um eine rechteckige Anlage ohne Chorausscheidung von 10,7 × 5,4 m mit ausspringendem Ostturm mit Satteldach zwischen Treppengiebeln, in dessen Untergeschoss mit hohem Kreuzgewölbe die Sakristei untergebracht ist. Die Kirchenschiffdecke, ursprünglich in Holz ausgeführt, wurde 1731 durch eine Stuckdecke von Franz Xaver Horneis ersetzt; gleichzeitig kam ein neues Pflaster in die Kirche. Das Rokokodeckengemälde zeigt den Kirchenpatron in der Glorie mit den vier Evangelisten in Eckmedaillons. Der barocke zweisäulige Hochaltar vom Ende des 17. Jahrhunderts hat einen Rokokotabernakel mit neuerem Altarbild; auch die zweisäuligen Seitenaltäre entstammen dem Rokoko (1762), wurden jedoch später abgeändert. Spätgotisch sind eine Muttergottes (1480/90) auf dem rechten Seitenaltar, eine Selbdrittfigur (Anfang des 16. Jahrhunderts) auf dem linken Seitenaltar und die Diözesanheilige Walburga (um 1510/20), eine „gute Figur mit edler Drapierung“ (Mader, Kunstdenkmäler, S. 93). Eine Paulusfigur stammt aus der Mitte des 15. Jahrhunderts. Das Geläute bestand 1928 aus einer spätgotischen Glocke (1450–1550) und einer zweiten von 1681.